# Gmina Nowe Skalmierzyce
Gmina Nowe Skalmierzyce là một gmina thành thị-nông thôn (quận hành chính) ở huyện Ostrów Wielkopolski, Voivodeship Greater Ba Lan, ở phía tây trung tâm Ba Lan. Năm 1999, khu vực hành chính của gmina đã được chuyển từ thị trấn Nowe Skalmierzyce đến địa phương liền kề Skalmierzyce, được chính thức xếp vào một ngôi làng. (Điều này bây giờ là gmina đô thị-nông thôn duy nhất ở Ba Lan có trụ sở bên ngoài thị trấn; đến năm 2009 nó chia sẻ rằng trạng thái với Gmina Święta Katarzyna, bây giờ là Gmina Siechnice.)
Gmina có diện tích 125,67 kilômét vuông (48,5 dặm vuông Anh) và tính đến năm 2006, tổng dân số của nó là 15.169 người (trong đó dân số của Nowe Skalmierzyce là 5.080, và dân số còn lại của gmina là 10.089).
Skalmierzyce nằm khoảng 22 kilômét (14 mi) về phía đông của Ostrów Wielkopolski và 107 km (66 mi) về phía đông nam của thủ phủ Poznań.

## Làng
Ngoài Skalmierzyce và Nowe Skalmierzyce, gmina cũng bao gồm các làng và các khu định cư như Biskupice, Biskupice Ołoboczne, Boczków, Chotów, Czachory, Droszew, Fabianów, Gałązki Nam, Gałązki Wielkie, Głóski, Gniazdów, Gostyczyna, Kościuszków, Kotowiecko, Kurów, Leziona, Mączniki, Miedzianów, Ociąż, Osiek, Pawłów, Pawłówek, Śliwniki, Śmiłów, Strzegowa, Trkusów, Węgry và Żakowice.

## Gmina lân cận
Gmina Nowe Skalmierzyce giáp với thành phố Kalisz và với các gmina như Godziesze Wielkie, Gołuchów, Ostrów Wielkopolski và Sieroszewice.